# كان تيودور سينديكوبوابو
كان تيودور سينديكوبوابو (بالفرنسية: Théodore Sindikubwabo) (1928، بوتاري، رواندا-أوروندي - مارس 1998، بوكافو، جمهورية الكونغو الديمقراطية) طبيبًا وسياسيًا روانديًا شغل منصب رئيس بلاده بين 9 أبريل 1994 و 19 يونيو، في نفس العام، كونها واحدة من المسؤول الرئيسي عن الإبادة الجماعية في رواندا، والتي مات خلالها نصف مليون إلى مليون شخص. عمل سابقًا كرئيس للمجلس القومي للتنمية (البرلمان الرواندي حاليًا)، بين عامي 1988 و 1994. وُلد في بلدة بوتاري في عام 1928، جنوب رواندا، ودرس الطب، وكان وزيراً للصحة في الرئيس غريغوار كاييباندا. بعد رحيل كييباندا، مارس مهنته في مستشفى كيغالي المركزي. عاد لاحقا إلى السياسة كبرلماني. عندما اغتيل الرئيس جوفينال هابياريمانا، تم تعيينه رئيسًا مؤقتًا من قبل رئيس لجنة الأزمات التي يسيطر عليها تيونيست باغوسورا، ليصبح رئيسًا للدولة أثناء الإبادة الجماعية. بعد غزو الجبهة الوطنية الرواندية فر إلى زائير، حيث ظل في المنفى في بوكابو حتى وفاته لأسباب مجهولة في عام 1998.